# Jef Kersemans
Jef Kersemans (Baarle-Hertog, 28 december 1935 - Oud-Turnhout, 4 september 2020) was een Belgisch politicus voor de CVP en diens opvolger CD&V.

## Levensloop
Kersemans groeide op in Baarle-Hertog. Later verhuisde hij met zijn gezin naar het gehucht Zondereigen. Beroepshalve was hij leerkracht in de middelbare school Sint-Victor in Turnhout.
In 1976 werd hij een eerste maal verkozen tijdens de gemeenteraadsverkiezingen en kwam meteen in het schepencollege terecht. Hij bleef twaalf jaar schepen om vanaf 1989 de burgmeesterssjerp op te nemen. Hij bleef burgemeester van Oud-Turnhout tot eind 2010. Begin 2011 werd een groot afscheidsfeest georganiseerd op het dorpsplein, ter ere van Jef Kersemans.
Later ontving hij de titel van ereburgemeester. Hij was tevens medeoprichter en bestuurslid van verschillende Oud-Turnhoute verenigingen, waaronder de heemkundige kring Corsendonca, het Hofke van Chantraine en Toerisme Oud-Turnhout.
Hij overleed thuis na een ziekte op 4 september 2020.